# Armel Disney
Mamouma Armel Ossilia Disney (n. 7 ianuarie, 1980) este un jucător de fotbal congolez, care a evoluat în Liga 1 pentru Internațional Curtea de Argeș, Pandurii Târgu-Jiu și Farul Constanța.